# Campagne de Ferrand de Majorque en Morée
La campagne de Ferrand de Majorque en Morée est un conflit militaire ayant opposé deux prétendants à la principauté d'Achaïe entre 1314 et 1316, d'une part l'Infant Ferrand de Majorque revendiquant la principauté du chef de sa femme, et d'autre part Louis de Bourgogne et Mahaut de Hainaut à qui elle avait été attribuée par son suzerain le roi de Naples. Il s'inscrit dans le cadre plus général de la rivalité entre les Angevins de Naples et les Catalans de Sicile.
La victoire revint à Louis de Bourgogne, qui mourut cependant quelques semaines plus tard ce qui entraina de nouveaux problèmes de succession.

## Contexte
La principauté d'Achaïe avait été fondée par des croisés français au début du XIIIe siècle. Après une période brillante elle avait subi un déclin et était passée en 1267 sous la suzeraineté des Angevins du royaume de Naples. En 1306, la fille du dernier prince de la famille de Villehardouin, Isabelle, avait été remplacée par le fils du roi de Naples, Philippe de Tarente.
En 1313, pour essayer de régler les nombreux problèmes de succession et de suzeraineté qui affaiblissaient la Grèce franque, une série de mariages fut organisée par le roi Philippe le Bel. La fille d'Isabelle, Mahaut, veuve du duc d'Athènes Guy II, fut mariée à un cadet du duc de Bourgogne, Louis, et le couple reçut en octobre 1313 la principauté sous la suzeraineté de Philippe de Tarente, devenu par son mariage empereur titulaire de Constantinople.
Le départ du couple pour la Grèce fut retardé par une maladie de Louis, puis par la mort de son frère Hugues V au début de 1315. Mahaut s'embarqua donc à Marseille sans son mari, accompagnée (selon le Libro de los fechos) d'un millier de chevaliers bourguignons.
Cependant, la tante de Mahaut, Marguerite, revendiquait depuis 1304 pour elle-même la principauté ou au moins un cinquième de celle-ci, mais avait été déboutée lors de sa dernière tentative en 1311. Veuve à deux reprises et privée de soutiens, elle se tourna donc vers un prince aventureux, Ferrand de Majorque, qui était alors au service de son cousin le roi de Sicile et ne possédait que quelques terres en Sicile, et lui fit épouser sa fille Isabelle en février 1314. Revenu dans la principauté en juin, elle fut arrêtée par le bailli de la principauté, Nicolas le Maure, et emprisonnée au château de Chlemoutsi où elle mourut en mars de l'année suivante.

## Débarquement de Ferrand

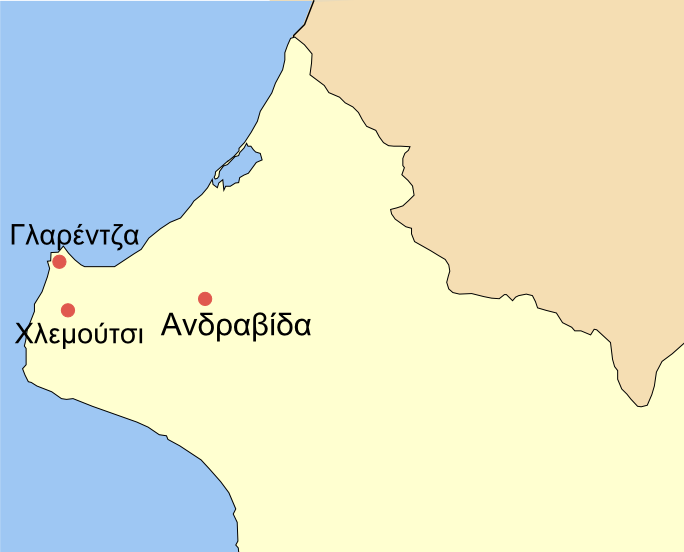
carte de l'Élide.

L'expédition préparée en Sicile par Ferrand fut elle-même retardée par la grossesse puis la mort de sa femme en mai 1315, et il ne s'embarqua que vers la fin juin 1315, en direction de la côté de l'Élide, cœur de la principauté.
Nicolas le Maure avait rassemblé des troupes, accompagné des seigneurs Nicolas de Céphalonie et des barons de Nivelet et de Chalandritsa. Après un premier échec, Ferrand réussit à débarquer à proximité de Clarence et remporta la victoire, ce qui lui permit de prendre la ville tandis que ses adversaires se retiraient à Chlemoutsi. La plupart des grands seigneurs se rallièrent alors à lui et il put ainsi occuper toute l'Élide et se proclamer prince, tandis que le bailli se retirait vers le sud en Messénie.

## Débarquement de Mahaut
La situation se retourna cependant quelques mois plus tard. Mahaut débarqua avec ses troupes à Port-de-Jonc à la fin de 1315 et fut reconnue comme princesse légitime par Nicolas le Maure et les principaux feudataires (dont une partie quitta donc le camp de Ferrand), sauf le baron de Nivelet qui resta fidèle à l'Infant.

## Bataille de Picotin
Les deux armées se rencontrèrent en Élide le 22 février 1316, à Picotin, près de Paléopolis. Les Catalans écrasèrent leurs ennemis qui perdirent plusieurs centaines de chevaliers et se retirèrent vers la Messénie. Parmi les morts se trouvait le frère du duc de Naxos.

## Débarquement de Louis
Louis de Bourgogne débarqua à Patras en avril, avec 1 500 hommes. Selon la version aragonaise de la Chronique de Morée, il assiégea d'abord vainement le château de Chalandritsa, mais se retira à l'arrivée de l'armée de Ferrand. Les deux adversaires cherchèrent à obtenir des renforts : Ferrand auprès des catalans de Sicile et du duché d'Athènes, et Louis auprès des Grecs du despotat de Mistra, qui lui envoyèrent 2 000 hommes.

## Bataille de Manolada
Les Catalans cherchèrent à gagner Clarence pour y attendre les renforts, mais finalement Ferrand accepta d'affronter Louis à Manolada dans la plaine d'Élide, malgré son infériorité numérique.
Les Catalans furent d'abord vainqueurs du premier corps de troupes de Louis, mené par le comte de Céphalonie, mais ils succombèrent ensuite sous le nombre. Ferrand eut la tête tranchée et son armée se replia sur Clarence. 
Des négociations s'ouvrirent entre Louis et les Catalans retranchés dans les forteresses en leur possession, rejoints peu après la bataille par les renforts attendus. Certains chefs catalans voulaient en effet poursuivre le combat tandis que d'autres préféraient traiter. Finalement ils livrèrent les châteaux et la ville de Clarence et se rembarquèrent. Les Catalans du duché, de leur côté, avaient appris la mort de Ferrand peu après avoir débarqué à Vostitza, et alors rebroussé chemin.
Malheureusement pour la principauté, Louis de Bourgogne mourut quelques semaines seulement après la bataille, avant même le départ des Aragonais. 

## Conséquences
Le conflit marque le début de la période de déclin irrémédiable de la principauté.
Si elle n'avait pas été démembrée et n'avait pas subi de perte territoriale, la mort de centaines de chevaliers représentait un affaiblissement important de la puissance militaire franque, d'autant que les pertes subies s'ajoutaient à celles très lourdes de la bataille du lac Copaïs quelques années auparavant. Les deux prétendants étant morts, leurs compagnons furent en effet peu nombreux à s'installer durablement dans le pays.
Le décès de Louis provoqua une nouvelle vacance du pouvoir effectif : la situation de sa veuve était trop précaire pour qu'elle puisse s'imposer, et elle fut rapidement dépossédée de la principauté au profit de membres de la famille angevine de Naples. Ceux-ci régnèrent essentiellement au moyen de baillis et leur absence affaiblissait l'autorité centrale. Ils furent ainsi incapables de s'opposer à la reconquête grecque et à la mainmise de troupes de mercenaires qui finirent par imposer leur autorité.